# Grallaria erythrotis
Grallaria erythrotis là một loài chim trong họ Grallariidae.